# Victor Sadler
Victor Sadler (1937 – 24 maggio 2020) è stato un esperantista britannico.

## Sadler e l'esperanto
Nato in Gran Bretagna, ha vissuto per decenni nei Paesi Bassi. Victor Sadler apprese l'esperanto quattordicenne, nel 1951.
Dopo essersi laureato in fonetica nel 1962, alla fine di quell'anno iniziò a lavorare presso gli uffici centrali dell'Associazione universale esperanto, a Rotterdam, dove si occupò della rivista Esperanto. Si occupò anche della redazione di Monda Kulturo, nel breve periodo in cui tale periodico fu dato alle stampe, e curò la biblioteca Hector Hodler, tuttora una delle maggiori biblioteche di esperanto al mondo.
Nel 1968 succedette a Marianne H. Vermaas nella carica di direttore generale dell'UEA. Fu aiutato, nella redazione della rivista, da Akiko Uxusink-Nagata, fino al 1970; nel 1974 il compito fu definitivamente assegnato ad un nuovo redattore, Simo Milojeviĉ.
In questo periodo Sadler si occupò dell'organizzazione di diversi congressi universali di esperanto. Si dimise nel 1983.
Compose anche opere in lingua; nel 1968 ricevette il premio Arĝenta Sprono per la sua raccolta di poesie Memkritiko ("Autocritica"), per quanto nell'introduzione all'opera l'autore spieghi che si tratta di un manoscritto da lui rinvenuto nella biblioteca.
Eletto nel 1986 membro del consiglio direttivo dell'UEA con responsabilità per le finanze, si dimise da tale carica già nel marzo 1987, per motivi di salute.
Sadler fu anche membro della Akademio de Esperanto, l'organizzazione che raccoglie i maggiori linguisti esperantisti e che sovrintende all'evoluzione della lingua.